# Třída L’Adroit
Třída L'Adroit byla třídou torpédoborců francouzského námořnictva postavených před druhou světovou válkou. Třídu tvořilo celkem 14 jednotek. Deset jich bylo za války ztraceno, zbylé čtyři byly vyřazeny počátkem 50. let.

## Stavba
Kýly čtrnácti jednotek této třídy byly založeny v letech 1925–1927. Torpédoborce do služby vstoupily v letech 1928–1931.
Jednotky třídy L'Adroit:
| Jméno        | Založení kýlu | Spuštěna | Vstup do služby | Osud |
| ------------ | ------------- | -------- | --------------- | --- |
| L'Adroit     | 1925          | 1927     | 1929            | Dne 21. května 1940 potopen u Dunkerku německými letadly. |
| L'Alcyon     | 1925          | 1926     | 1929            | Vyřazen |
| Basque       | 1926          | 1929     | 1930            | Vyřazen |
| Bordelais    | 1926          | 1927     | 1930            | 1940–1942 podřízen vládě ve Vichy. V Toulonu potopen vlastní posádkou.                                                                                        |
| Boulonnais   | 1926          | 1927     | 1928            | Podřízen vládě ve Vichy – 8. listopadu 1942 potopen u Casablanky válečnými loďmi během pokusu zabránit vylodění spojenců v Severní Africe.                    |
| Brestois     | 1926          | 1927     | 1928            | Podřízen vládě ve Vichy – 8. listopadu 1942 potopil se v Casablance po souboji s válečnými loďmi TF34. Šlo o obranu proti vylodění spojenců v Severní Africe. |
| Forbin       | 1927          | 1928     | 1930            | Vyřazen |
| Le Fortuné   | 1925          | 1926     | 1928            | Vyřazen |
| Foudroyant   | 1927          | 1929     | 1930            | Dne 1. června 1940 potopen u Dunkerku německými letadly. |
| Fougueux     | 1927          | 1928     | 1930            | Podřízen vládě ve Vichy – 8. listopadu 1942 potopen u Casablanky válečnými loďmi během pokusu zabránit vylodění spojenců v Severní Africe.                    |
| Frondeur     | 1927          | 1929     | 1931            | Podřízen vládě ve Vichy – 8. listopadu 1942 potopil se v Casablance po souboji s válečnými loďmi TF34. Šlo o obranu proti vylodění spojenců v Severní Africe. |
| Le Mars      | 1925          | 1926     | 1928            | 1940–1942 podřízen vládě ve Vichy. V Toulonu potopen vlastní posádkou.                                                                                        |
| Le Palme     | 1925          | 1926     | 1928            | 1940–1942 podřízen vládě ve Vichy. V Toulonu potopen vlastní posádkou.                                                                                        |
| La Railleuse | 1925          | 1926     | 1928            | 24. března 1940 v Casablance zničen výbuchem vlastního torpéda.                                                                                               |

## Konstrukce

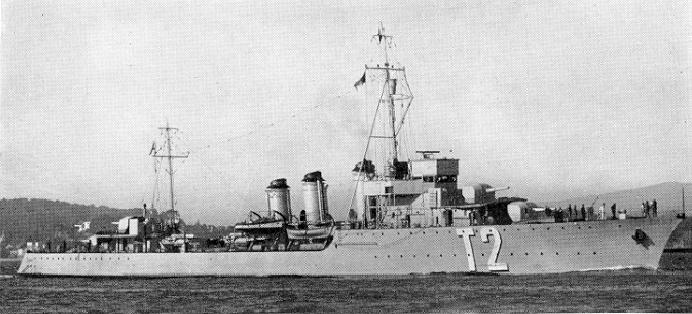
L'Adroit

Výzbroj tvořily čtyři 130mm kanóny umístěné v jednodělových věžích. Ty doplňoval jeden 75mm kanón a šest 550mm torpédometů. Výzbroj byla během služby upravována. Jediný 75mm kanón nahradily dva 37mm kanóny a dva 13,2mm kulomety. Pohonný systém tvořily dvě turbínová soustrojí a tři kotle. Lodní šrouby byly dva. Nejvyšší rychlost dosahovala 33 uzlů.